# Oryza eichingeri
Oryza eichingeri là một loài thực vật có hoa trong họ Hòa thảo. Loài này được Peter mô tả khoa học đầu tiên năm 1930.